# الاتحاد (صحيفة لبنانية)
الاتحاد والمعروفة أيضًا باسم الاتحاد اللبناني، كانت صحيفة لبنانية تأسست عام 2017. وقد صدرت المجلة باللغة العربية في نسختين: مطبوعة وإلكترونية، حيث قدمت نسخة pdf من الأعداد المطبوعة الفعلية. وكان الترخيص الأصلي لصحيفة الاتحاد قد مُنح للصحفي زيدان زيدان قبل نحو مائة عام، إلا أن الصحيفة لم تكن قد صدرت لفترة طويلة. وكان المالك الحالي لرخصة الصحيفة هو مصطفى ناصر الذي كان أيضًا رئيس تحرير الصحيفة اليومية.
أُطلقَت الصحيفة في 23 تشرين الأول 2017. توقفت صحيفة الاتحاد عن الصدور في 29 كانون الأول 2017. وفي صفحتها الأولى، أشارت الصحيفة إلى مجموعة من الأسباب المالية والسياسية وراء إغلاقها. لم تنشر صحيفة الاتحاد التي لم تستمر طويلاً سوى 54 عددًا قبل إغلاقها.

## طالع أيضًا
- قائمة الصحف في لبنان